# Agnes Hegedüs
Agnes Hegedüs (Budapeste, 1964), artista visual húngara. Estudou a arte da fotografia e do vídeo na Academia de Artes Aplicadas de Budapeste, Hungria, onde nasceu. Em 1992, foi artista residente no ZKM-Instituto de Meios visuais. Desde 1990 tem desenvolvido intalações interativas que se estruturam ou ecoam de modelos históricos, focalizando aspectos fundamentais da percepção e dos conceitos da realidade virtual. Na instalação interativa da música/vídeo "Configurando a caverna" colaborou com Jeffrey Shaw Berns Lintermann e Leslie Stuck.